# Grand Prix automobile d'Italie 1921

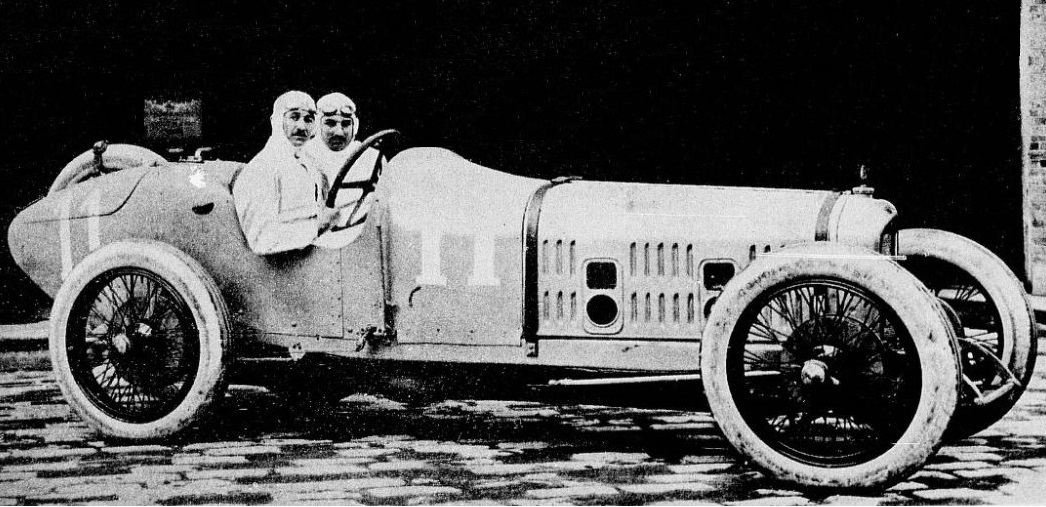
Jules Goux vainqueur du premier Grand Prix d'Italie, sur Ballot 3L.

Le Grand Prix automobile d'Italie 1921 (Gran Premio d'Italia Internazionale Automobili-Aeroplani) est un Grand Prix qui s'est tenu sur un tracé urbain, à Montichiari, près de Brescia le 4 septembre 1921.

## Classement
| Pos. | no | Pilote         | Châssis   | Tours | Temps/Abandon                | Grille |
| ---- | -- | -------------- | --------- | ----- | ---------------------------- | ------ |
| 1    | 11 | Jules Goux     | Ballot 3L | 30    | 3 h 35 min 9 s (144,75 km/h) | 6      |
| 2    | 8  | Jean Chassagne | Ballot 3L | 30    | 3 h 40 min 52 s              | 4      |
| 3    | 2  | Louis Wagner   | Fiat 802  | 30    | 3 h 45 min 33 s              | 1      |
| Abd. | 4  | Ralph DePalma  | Ballot 3L | 21    | Mécanique                    | 2      |
| Abd. | 10 | Ugo Sivocci    | Fiat 802  | 18    | Moteur                       | 5      |
| Abd. | 6  | Pietro Bordino | Fiat 802  | 16    | Magnéto                      | 3      |

Légende :
- Abd.= Abandon

## Pole position et record du tour
- Pole position :  Louis Wagner (Fiat) par ballottage[1].
- Meilleur tour en course :  Pietro Bordino (Fiat) en 6 min 54 s 2 (159,37 km/h)[1].